# Banshee (série de televisão)
Banshee é uma série de televisão dramática norte-americana criada por Jonathan Tropper e David Schickler, que atuam como produtores executivos, juntamente com Alan Ball, Greg Yaitanes e Peter Macdissi.

## Sinopse
Situado na pequena cidade de Banshee na região de Amish, Pennsylvania, o personagem principal da série é um ex-presidiário enigmático, que assume a identidade de Lucas Hood, um xerife assassinado da cidade, para se esconder de poderoso chefão do crime, Rabit. Hood, tenta se reconciliar com sua ex-amante, a filha de Rabit, Anastasia, que tem-se adotado uma identidade assumida, casou-se e criou uma família durante o encarceramento de Hood. Hood luta para manter sua nova identidade enquanto ainda abraçando o crime ao lado de seus parceiros Job e Sugar, e entrando em conflito com o chefão local, Kai Proctor.

## Recepção da crítica
Banshee teve recepção geralmente favorável por parte da crítica especializada. Com base de 20 avaliações profissionais, alcançou uma pontuação de 62% no Metacritic. Por votos dos usuários do site, atinge uma nota de 8.5, usada para avaliar a recepção do público.

## Elenco e personagens

### Principal
- .Antony Starr como o homem conhecido como Lucas Hood: um ex-presidiário e mestre ladrão libertado da prisão após 15 anos que adota a identidade do verdadeiro Lucas Hood, o novo xerife de Banshee, que morre no episódio de estreia.

- Ivana Miličević como Anastasiya "Ana" Rabitova / Carrie Hopewell: ex-cúmplice criminosa e amante de Hood. Ela mora em Banshee sob o pseudônimo de corretora imobiliária com seu marido Gordon e os filhos Deva e Max, que desconhecem seu passado. Ela também está se escondendo do "Sr. Coelho", seu pai.

- Ulrich Thomsen como Kai Proctor: um chefão do crime e empresário em Banshee. Proctor era originalmente membro da comunidade Amish de Banshee, mas abandonou a fé pelo crime.

- Frankie Faison como Sugar Bates: um ex-boxeador aposentado e ex-presidiário que se tornou dono de um bar.  Ele faz amizade com Hood e sabe que é um criminoso.

- Hoon Lee como Job: Um hacker de computador e cúmplice criminoso de Hood. Job é um travesti. Ele também está se escondendo do "Sr. Coelho" e é forçado a se mudar para Banshee depois que sua identidade é descoberta.

- Rus Blackwell como Gordon Hopewell: promotor distrital de Banshee e marido de Carrie. Ele é um herói da Guerra do Golfo e fuzileiro naval aposentado. (temporada 1–3)

- Matt Servitto como Brock Lotus: um deputado do Banshee e o membro mais antigo da força. Brock deveria se tornar o novo xerife antes da nomeação do verdadeiro Hood e está ressentido por ter sido preterido.

- Demetrius Grosse como Emmett Yawners: um deputado do Banshee. (temporadas 1–2)

- Trieste Kelly Dunn como Siobhan Kelly: uma deputada do Banshee. (temporadas 1–3)

- Ryann Shane como Deva Hopewell: uma adolescente rebelde, filha de Carrie e Hood.

- Daniel Ross Owens como Daniel "Dan" Kendall: prefeito de Banshee, um idealista e um jovem político que se opõe às atividades criminosas de Proctor. (temporada 1)

- Lili Simmons como Rebecca Bowman: uma jovem ex-amish que vivia uma vida devota com seu pai Elijah e sua mãe Miriam durante o dia, mas era rebelde e sexualmente promíscua à noite até que sua família descobriu sua vida dupla e a expulsou. Ela é sobrinha de Proctor e o único membro da comunidade Amish com quem ele tem contato.  Seu tio a coloca sob sua proteção e começa a orientá-la na vida do crime e a prepara como amante.

- Ben Cross como Igor "Sr. Rabbit" Rabitov: um cruel gângster ucraniano em busca de vingança contra Hood por roubá-lo e virar sua filha Anastasia contra ele. (temporadas 1–2)

- Anthony Ruivivar como Alexander "Alex" Longshadow: chefe nativo americano e rival de Proctor. (temporada 2; temporada recorrente 1; temporada convidada 3)

- Geno Segers como Chayton Littlestone: O imponente líder da gangue tribal local de Kinaho, os Redbones.  (temporada 3; temporadas convidadas 2 e 4)

- Afton Williamson como Alison Medding: Procuradora distrital assistente Alison Medding. (temporada 3; temporada recorrente 2)

- Langley Kirkwood como Coronel Douglas Stowe: Um fuzileiro naval dos EUA administrando um negócio ilegal no acampamento de Banshee, Gênova. (sessão 3)

- Matthew Rauch como Clayton "Clay" Burton: o implacável braço direito de Proctor. (temporada 4; temporadas recorrentes 1–3)

- Tom Pelphrey como Kurt Bunker: Um ex-membro da Irmandade Ariana que se torna deputado do Banshee.(temporada 4; temporada recorrente 3)

- Chris Coy como Calvin Bunker: O líder da Irmandade Ariana em Banshee e irmão mais novo de Kurt Bunker. (temporada 4; temporada convidada 3)

### Recorrente
- Steve Coulter como Elijah Bowman: pai de Rebecca Bowman. (temporadas 1–4)

- Samantha Worthen como Miriam Bowman: mãe de Rebecca Bowman. (temporadas 1–4)

- Odette Annable como Nola Longshadow: irmã de Alex. (temporadas 1–3)

- Christos Vasilopoulos como Olek: braço direito do "Sr. Coelho". (temporadas 1–2)

- Joseph Gatt como Albino: um prisioneiro que cumpriu pena com Hood e recebeu a custódia dele. (temporadas recorrentes 1–2, temporada convidada 4)

- Derek Cecil como Dean Xavier: um agente do FBI.  (temporadas 1–2)

- Gabriel Suttle como Max: filho de Carrie e Gordon.  (temporadas recorrentes 1–2, temporada substituta 3)

- Deja Dee como Alma: Funcionária do Departamento do Xerife de Banshee. (temporadas 1–3)

- Chelsea Cardwell como Beaty: a melhor amiga de Deva. (temporadas 1–3)

- Robert Treveiler como Jackson Sperling: advogado de Kai Proctor. (temporadas 1–3)

- Harrison Thomas como Jason Hood: o verdadeiro filho de Lucas Hood. (temporada convidada 1, temporada recorrente 2)

- Željko Ivanek como Jim Racine: um agente do FBI.  (temporada 2)

- Amber Midthunder como Lana Cleary. (2ª temporada)

- Reg E. Cathey como Det. Julius Bonner: Um detetive da polícia de Nova York que prendeu o protagonista após o roubo de diamantes. (temporada convidada 2)

- Maya Gilbert como Julieta: uma stripper. (temporada 2)

- Eddie Cooper como Fat Au: um senhor do crime baseado em Nova York que é um velho amigo de Hood e Job. (temporadas 2–4)

- Jennifer Griffin como Leah Proctor: a mãe de Kai.  (temporadas 2–3)

- Tyson Sullivan como Hondo: executor chave da Irmandade Ariana em Banshee, que trabalha para Kai.  (temporada recorrente 2, temporada convidada 3)

- Julian Sands como Yulish Rabitov: irmão do "Sr. Coelho" e padre. (temporada 2)

- Chaske Spencer como Billy Raven: Um ex-oficial do Departamento de Polícia da Reserva de Kinaho antes de se tornar um deputado do Banshee, que agora é considerado um pária por seu próprio povo.  (temporada recorrente 3, temporada convidada 4)

- Meaghan Rath como Aimee King: A única oficial honesta do corrupto Departamento de Polícia da Reserva de Kinaho. (sessão 3)

- Tanya Clarke como Emily Lotus: ex-esposa de Brock. (sessão 3)

- Happy Anderson como Bones Tuesday: dono de um clube de luta cajun cujo lutador estrela é Chayton Littlestone. (sessão 3)

- Dennis Flanagan como Leo Fitzpatrick: Um hacker de computador. (temporadas 3–4)

- David Harbour como Robert Dalton: um agente de operações secretas. (temporadas convidadas 3–4)

- Casey LaBow como Maggie Bunker: A esposa de Calvin Bunker, que quer uma vida melhor para ela e seu filho. (Temporada 4)

- Eliza Dushku como Agente Especial Veronica Dawson: Uma agente do FBI que é incrivelmente imprudente e também tem seus próprios demônios pessoais.  Ela está caçando um serial killer que acabou de chegar em Banshee. (Temporada 4)

- Chance Kelly como Randall Watts: pai de Maggie.  (Temporada 4)

- Frederick Weller como Declan Bode: um satanista e serial killer. (Temporada 4)

- Nestor Serrano como Emilio Loera: um membro poderoso do cartel. (Temporada 4)

- Ana Ayora como Nina Cruz: uma deputada inteligente, durona e esperta do Banshee que também trabalha como espiã para Proctor. (Temporada 4)

## Lista de episódios

### Primeira temporada (2013)
- 1 - "Pilot"
- 2 - "The Rave"
- 3 - "Meet the New Boss"
- 4 - "Half Deaf Is Better Than All Dead"
- 5 - "The Kindred"
- 6 - "Wicks"
- 7 - "Behold a Pale Rider"
- 8 - "We Shall Live Forever"
- 9 - "Always the Cowboy"
- 10 - "A Mixture of Madness"

### Segunda temporada (2014)
- 1 - "Little Fish"
- 2 - "The Thunder Man"
- 3 - "The Warrior Class"
- 4 -  ''Bloodlines''
- 5 -  ''The Truth About Unicorns''
- 6 -   ''Armies of One''
- 7 -   ''Ways to Bury a Man''
- 8 -   ''Evil For Evil''
- 9 -   ''Homecoming''
- 10 -  ''Bullets and Tears''

### Terceira temporada (2015)
- 1 - "The Fire Trials"
- 2 - "Snakes and Whatnot"
- 3 - "A Fixe of Sorts"
- 4 - "Real Life Is The Nightmare"
- 5 - "Tribal"
- 6 - "We Were All Someone Else Yesterday"
- 7 - "Breach"
- 8 - "All The Wisdom I Got Left"
- 9 - "Even God Doesn't Know What To Make of You"
- 10 - "We All Pay Eventually"

### Quarta temporada (2016)
- 1 - "Something out of the bible"
- 2 - "The Burden of Beauty"
- 3 - "The Book of Job"
- 4 - "Bloodletting"
- 5 - "A Little Late to Grow a Pair"
- 6 - "Only One Way a Dogfight Ends"
- 7 - "Truths Other Than the Ones You Tell Yourself"
- 8 -  "Requiem"